# Terence Kongolo
Terence Kongolo (* 14. února 1994 Fribourg) je nizozemský profesionální fotbalista s konžskými kořeny, který hraje na pozici středního obránce za rakouský klub SK Rapid Vídeň, kde je na hostování z Fulhamu. Mezi lety 2014 a 2018 odehrál také 4 zápasy v dresu nizozemské reprezentace, je účastníkem Mistrovství světa 2014 v Brazílii.

## Klubová kariéra
Kongolo hrál v Nizozemsku na mládežnické úrovni za Feyenoord, v jeho dresu také debutoval v Eredivisie v sezoně 2011/12 (14. dubna 2012 ve vítězném utkání 3:0 proti SBV Excelsior – šel na hřiště v 81. minutě).

## Reprezentační kariéra
Terence Kongolo byl členem nizozemských mládežnických výběrů.
S týmem do 17 let vyhrál v roce 2011 Mistrovství Evropy U17 konané v Srbsku, kde Nizozemsko porazilo ve finále Německo 5:2. Ve stejném roce hrál i na Mistrovství světa hráčů do 17 let v Mexiku, kde mladí Nizozemci vyhořeli a obsadili s jedním bodem poslední čtvrté místo v základní skupině A.
Zúčastnil se Mistrovství Evropy hráčů do 19 let 2013 v Litvě, kde mladí Nizozemci skončili na nepostupové třetí příčce základní skupiny A.

### A-mužstvo
V nizozemském reprezentačním A-mužstvu debutoval pod trenérem Louisem van Gaalem 17. května 2014 v přípravném zápase před MS 2014 proti Ekvádoru v Amsterdam Areně. Nastoupil v základní sestavě a odehrál první poločas, Nizozemci remizovali s jihoamerickým soupeřem 1:1.
Trenér Louis van Gaal jej vzal na Mistrovství světa 2014 v Brazílii, ačkoli do té doby odehrál v národním týmu pouze jeden přípravný zápas. Na šampionátu nastoupil poprvé v základní skupině B ve třetím utkání proti Chile, kdy v 89. minutě střídal na hřišti Dirka Kuijta. Jeho tým obsadil s plným počtem 9 bodů první místo v základní skupině. Nizozemci se dostali do boje o třetí místo proti Brazílii, vyhráli 3:0 a získali bronzové medaile.